# Pristidactylus alvaroi
Espèce
Statut de conservation UICN

 EN B1ab(iii) : En danger
Synonymes
- Cupriguanus alvaroi Donoso-Barros, 1975

Pristidactylus alvaroi est une espèce de sauriens de la famille des Leiosauridae.

## Répartition
Cette espèce est endémique du centre du Chili. Sa présence est incertaine au Pérou.

## Étymologie
Cette espèce est nommée en l'honneur d'Alvaro Donoso-Barros, le fils de Roberto Donoso-Barros.

## Publication originale
- Donoso-Barros, 1975 "1974" : Nuevos reptiles y anfibios de Chile. Boletin de la Sociedad de Biologia de Concepción, vol. 48, p. 217-229 (texte intégral).